# Ruthard
Ruthard († 2 mai 1109), ou Rothard, en tudesque, Ruoter, fut archevêque de Mayence et chancelier d'Empire de 1088 à sa mort.

## Biographie

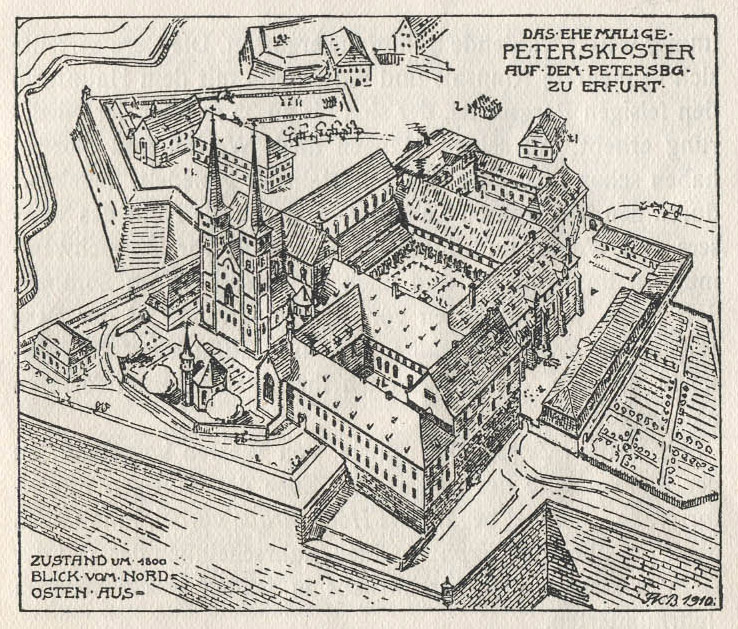
Abbaye bénédictine Saint-Pierre d'Erfurt

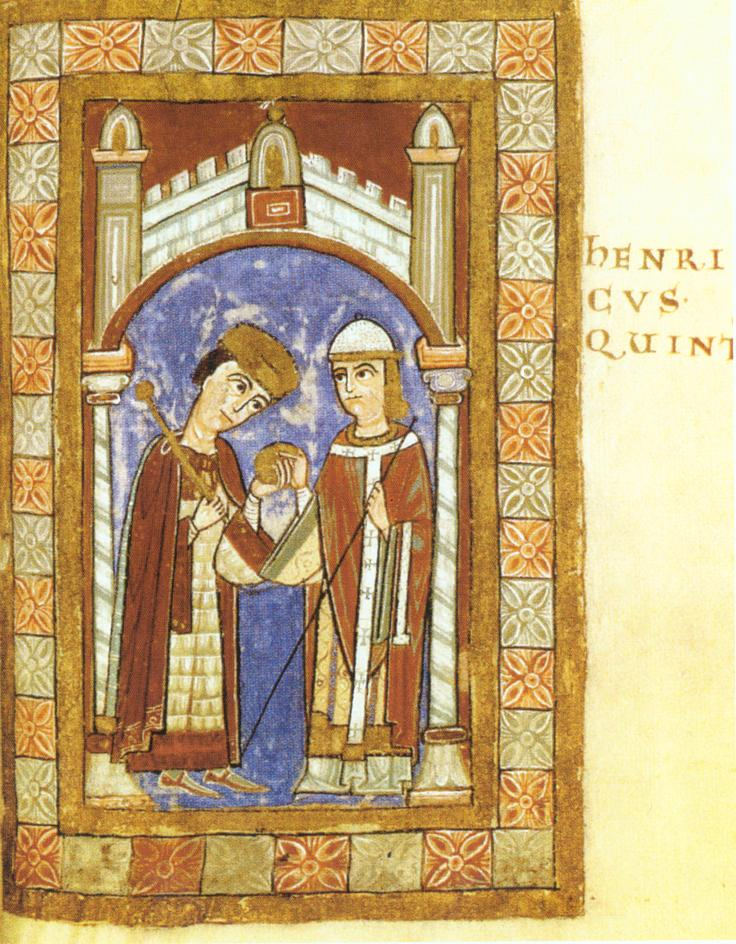
Archevêque Ruthard de Mayence remettant l’orbe à Henri V.

Ruthard naît dans une famille de ministériels résidents de Thuringe et du Rheingau. Il avait deux frères, Peligrin, qu'il fit avoué de Thuringe, et Diédon, qui vivait noblement dans ses terres.
Ruthard est entré dans l'Ordre bénédictin et fut vers 1080 l'abbé de Saint-Pierre à Erfurt. À la mort de Vécilon, et à l'instigation de l’empereur Henri V il fut élu, l'an 1088, archevêque de Mayence, et sacré le 25 juillet de l'année suivante pour son érudition et sa piété.
L'an 1089, il reçut à Mayence l'empereur qui vint y célébrer les fêtes de Noël, et céda même à Hartwig de Spanheim, archevêque de Magdebourg, qui accompagnait ce prince, l'honneur de donner les bénédictions aux leçons des nocturnes de cette solennité. 
Ruthard a été loyal envers le roi : il orienta vers les réformes de Hirsau et Gorze et appuya l’antipape Clément. Urbain II l'avait excommunié pour cette raison. Ses relations avec les partisans du souverain du chapitre de la cathédrale ont été bonnes. Il se montra libéral envers les différentes églises de son diocèse, principalement sa cathédrale, et les abbayes de Saint-Alban, de Saint-Jacques et de la Congrégation de Bursfelde.
Lors de la première croisade, des bandes amenés par Emich de Flonheim perpétuèrent des pogroms notamment à Mayence, et l'on accusa faussement l’archevêque d'avoir eu part au butin. L'empereur, qui entendait assurer la protection des Juifs, s’irrita contre lui et ses proches, et les menaça des effets de sa colère. Ruthard, ne se croyant plus en sûreté à Mayence, se retira en Thuringe, alléguant, pour prétexte de sa retraite, la crainte de communiquer avec un prince excommunié. Par la suite, il n'eut de cesse qu'il suscitât des ennemis à l'empereur : en 1105, il présida, le 29 mai, au concile de Nordhausen, où le jeune roi vint faire, avec un air hypocrite, des protestations d'attachement et de respect envers son père, qui furent applaudies par l'assemblée, quoique ses actions les démentissent.
Ruthard, pour sa récompense, fut rétabli par ce prince dans son église après huit ans d'absence. Aux fêtes de Noël de la même année, les légats du pape Pascal II tinrent à Mayence une grande assemblée, dont Ruthard fut un des promoteurs, et dans laquelle il eut la satisfaction de renouveler avec les autres prélats, les anathèmes prononcés contre l'empereur. Apprenant, l'an 1107, que le pape l'avait excommunié pour ne s'être pas rendu au concile de Troyes, où il avait été appelé, il écrivit une lettre d'excuse au pontife qui le réhabilita. Ce prélat finit sa carrière le 2 mai de l'an 1109, et fut inhumé, suivant Bruschius, au monastère de Saint-Jean de Rheingau.